# Mikuš
Mikuš je priimek več znanih Slovencev:
- Anica Mikuš Kos (*1935), pedopsihiatrinja in humanitarna delavka
- Anton Mikuš (1858—1933), jezikoslovec, urednik, planinski delavec
- Boris Mikuš (*1949), častnik (polkovnik) SV, veteran vojne za Slovenijo
- Dimitrij Mikuš, zdravnik kirug, ginekolog
- Dušan Mikuš (*1961), magister znanosti, poslovnež (ekonomist), državni sekretar in predavatelj Fakultete za varnostne vede v Ljubljani, častnik, veteran vojne za Slovenijo
- Katarina Vogel Mikuš, biologinja, botaničarka, univ. prof.
- Radivoj Franciscus Mikuš (1906—1983), romanist, jezikoslovec - strukturalist, univ. profesor
- Tomaž Mikuš in Helena Mikuš, arhitekta